# Ludion (étrusque)
Pour les articles homonymes, voir ludion.
Le ludion (mot issu du latin ludi, « jeu », de l'étrusque ister qui donnera histrion), désigne un danseur des « danses sautées » pratiquées lors des ludi scaenici  des Étrusques, leurs jeux de scène à caractère rituel et religieux.
Dans la Rome antique, ils sont invités (389 av. J.-C.), aux jeux du cirque, pour y danser et exécuter des improvisations faites de mouvements auxquels ils ne mêlaient ni chants ni paroles.

## Représentation artistique
Fresques des tombes étrusques
- Chiusi : tombe des Lionnes, Tomba della Scimmia et tombe des Jongleurs.

Poterie en céramique à figures noires ou rouges
Bas-reliefs figurés